# Кадепијађо (Алесандрија)
Кадепијађо је насеље у Италији у округу Алесандрија, региону Пијемонт.
Према процени из 2011. у насељу је живело 139 становника. Насеље се налази на надморској висини од 301 м.